# Nu couché (Nu)
Pour les articles homonymes, voir Nu couché (homonymie).
Nu couché (Nu) est une huile sur toile réalisée par Nicolas de Staël en 1953-1954. Elle est répertoriée à cette date dans le catalogue raisonné de Françoise de Staël sous le no 772, signée en bas à droite : Staël, non datée, sans doute peinte à Ménerbes . Elle fait partie de la série des nus couchés à laquelle appartient, Nu : une inconnue, nu couché, et aussi le très éclatant Grand nu orange, 1954, contresigné au dos par le peintre en 1954, ainsi que Nu couché bleu.
Ces quatre huiles ont été peintes entre 1953 et 1955, respectivement à Lagnes, Ménerbes, et Antibes. Elles sont parmi les toiles les plus importantes sur le thème du nu couché sur toute la période d'étude du nu de Nicolas de Staël, qui compte aussi un grand nombre de petites études : treize études de nus couchés, assis, accoudés, debout, tous datés de  1953. Ce sont des huiles sur toile de petits formats à l'exception de deux grandes toiles : Figure (Staël 1953) huile sur toile verticale 100 × 73 cm et Figure debout (Figure), 73 × 100 cm. Plus tard, Anne de Staël a  étudié attentivement toutes les étapes des recherches de son père sur le nu, et elle a accordé une importance toute particulière aux nus à l'encre de Chine que Staël a réalisé l'année précédente en 1952, en particulier l'encre de Chine intitulée Nu 1953 (encre de Chine), encre de Chine sur papier 41,3 × 53,7 cm qu'elle reproduit dans son  ouvrage Staël, du trait à la couleur, et qui est présenté sur le site de l'exposition d'Antibes 2014.
Dans la catégorie des nus de Staël, il faut aussi inclure un très grand nombre de Figures qui sont de nus dont les modèles n'étaient pas toujours Jeanne Mathieu. Françoise de Staël a aussi été son modèle, ainsi que sa fille Anne de Staël.
Nu couché (Nu) a toujours été dans une collection particulière. Cette toile a créé un évènement lors de sa vente à Paris  le mardi 6 décembre 2011, où elle a été acquise par une personne de nationalité américaine pour plus de 7 millions d'euros.

## Contexte
À cette date, Staël est seul depuis son retour d'un voyage « familial » en Italie et en Sicile; en août 1953, où il avait entassé dans son Tube Citroën Françoise enceinte de son dernier fils, les enfants, et deux amies. Parmi ces deux amies, se trouve Ciska Grillet une amie de René Char et Jeanne Mathieu dont Staël est déjà amoureux, et avec laquelle, arrivé en Toscane au retour de Sicile, il fait de longues promenades, abandonnant femme, amie, et enfants.
Ces « vacances italiennes » n'ont pas été une détente pour le peintre qui s'enferme au retour, seul dans son atelier de Lagnes puis de Ménerbes, où il peint anonymement Jeanne qui devient son « inconnue », sa « femme assise », son « nu assis figure accoudée » et dont il confie, dans une lettre à René Char : « Je suis devenu un fantôme qui peint des temples grecs et un nu si adorablement obsédant, sans modèle, qu'il se répète et finit par se brouiller de larmes. »
En Sicile, Staël est allé chercher les secrets de l'art grec, la clef des formes stylisées et pures. La Sicile va lui inspirer la série des Agrigente, mais son amour pour Jeanne accélère sa recherche sur le nu. Il écrit à Jacques Dubourg : « Je crois que quelque chose se passe en moi de nouveau, et parfois, cela se greffe à mon inévitable besoin de tout casser. Que faire? » L'intégralité de la lettre est reproduite dans le catalogue raisonné de Françoise de Staël. On voit que Dubourg est resté le marchand préféré de Staël, et que  le peintre continue à lui fournir des toiles.
Entretemps, Paul Rosenberg a fait savoir au peintre qu'il a vendu tous les tableaux qu'il lui avait envoyés. Staël est donc riche, mais cela ne le console de rien. Il peint désormais avec une fureur fiévreuse et reconnaît, dans une lettre du 17 octobre à Jacques Dubourg : « Je peins dix fois trop, comme on écrase le raisin et non comme on boit du vin »
Nu couché (Nu)  s'inscrit dans la lignée des recherches du peintre sur la figure féminine et poursuivie avec un très grand nombre d'études de nus. La même année, Staël a peint une Figure (Staël 1954), femme assise les bras entourant les genoux 146 × 97 cm, dont on distingue assez mal la forme composée de rectangles presque abstraits, et dont les cheveux sont bleus contrairement à l'abondante chevelure noire de Jeanne Mathieu.

## L'œuvre
Le Nu couché (Nu) illustre  la définition de Daniel Dobbels « Le nu est une non-forme, s'imposant de soi. Un nu est toujours un Entre-Deux. Un Nu multiple. Tendu comme une corde, comme une barre brisée. »
Nu couché (Nu) est un des nus les plus sensuels de l'artiste. La femme est couchée dans une position qui mime l'étreinte avec un être invisible, ses bras levés, croisés. Les jambes repliées sont barrées à moitié d'une fine couche de mauve, le ventre et la poitrine marqués d'un rectangle orange et la tête encadrée d'une longue chevelure brune qui est la caractéristique de Jeanne.
Cette toile a été très peu commentée par les historiens d'art qui se réfèrent souvent à la technique de Staël en général : blocs morcelés, grands aplats, comme le fait Serge Lemoine dans son commentaire sur Artcurial. Elle a été beaucoup moins acclamée par la critique que Nu couché bleu.

## Expositions
Ce tableau a été exposé onze fois depuis Londres (1956) à Francfort (1994) selon le catalogue raisonné de Françoise de Staël. On ne connaît pas depuis cette date, le nombre d'expositions dans lequel il a été montré. Mais son record à la vente aux enchères l'a tiré de son anonymat : le tableau très souvent cité et montré dans les médias, en même temps que Nu debout (Staël I), 1953, huile sur toile, 146 × 97 cm, collection particulière, Zurich, qui a, lui aussi battu un record de vente.
Le tableau avait été acheté à Jacques Dubourg, dès 1954 (année considérée désormais comme année de sa création) 